# Alhóndiga
Alhóndiga – gmina w Hiszpanii, w prowincji Guadalajara, w Kastylii-La Mancha, o powierzchni 19,26 km². W 2011 roku gmina liczyła 205 mieszkańców.